# 金若水
金若水（韓語：김약수，1890年10月21日—1964年1月10日），朝鲜的抗日獨立運動家，早年为无政府主义者，后致力于推动社会主义运动。青年时先后往来中国、日本、朝鲜，反抗日本殖民统治，寻求国家独立。1924年回国后成立“北风社”领导国内社会主义运动。1925年参加朝鲜共产党的创建。1956年任促进朝鲜半岛和平与统一委员会常任理事和执行委员。